# 普瓦卢尔
普瓦卢尔（Puvalur），是印度泰米尔纳德邦Tiruchirappalli县的一个城镇。总人口7745（2001年）。

## 人口
该地2001年总人口7745人，其中男性3870人，女性3875人；0—6岁人口794人，其中男389人，女405人；识字率76.24%，其中男性为83.90%，女性为68.59%。